# Ören, Eynesil
Ören là một thị trấn thuộc huyện Eynesil, tỉnh Giresun, Thổ Nhĩ Kỳ. Dân số thời điểm năm 2011 là 1.971 người.